# Vénus TV
Vénus TV est une ancienne émission de télévision française diffusée sur M6 durant les années 90, souvent en fin de soirée. 
Elle se caractérisait par son contenu érotique et était destinée à un public adulte. Cette émission s'inscrivait dans une démarche audacieuse et novatrice de la chaîne M6, qui souhaitait alors aborder des sujets parfois considérés comme tabous et proposer des contenus osés, en contraste avec les offres plus conventionnelles d'autres chaînes.
L'une des rubriques emblématiques de Vénus TV était le Narcisso Show.